# Stazione di Halkalı
La stazione di Halkalı (in turco: Halkalı garı) è il capolinea e la stazione più occidentale della linea Marmaray nel comune metropolitano di Istanbul. La stazione offre anche treni regionali per Edirne, Uzunköprü, Çerkezköy e treni internazionali per Bucarest, Belgrado e Sofia. La distanza tra la stazione di Halkalı e il terminal di Sirkeci di Istanbul è di 27,63 km.

## Descrizione
La stazione è situata sulla sponda destra del lago di Küçükçekmece e serve il sobborgo di Küçükçekmece, nella parte europea di Istanbul.